# Ilkka Niiniluoto
Ilkka Maunu Olavi Niiniluoto, född 12 mars 1946 i Helsingfors, är en finländsk filosof.
Niiniluoto avlade filosofie doktorsexamen 1974. Han var 1971–1973 forskningsassistent vid Finlands Akademi, 1973–1981 biträdande professor i matematik vid Helsingfors universitet och blev 1981 professor i teoretisk filosofi. Han var 1972 gästforskare vid Stanford University. Mellan 1998 och 2003 var han prorektor vid Helsingfors universitet och från 2003 till 2008 var han rektor. År 1985 utnämndes han till ledamot av Finska Vetenskapsakademien.
Niiniluoto har främst ägnat sig åt frågor inom vetenskapsfilosofin, där han i talrika publikationer utvecklat en vetenskapsrealistisk syn bland annat på frågan om vetenskapliga framsteg. Särskilt begreppet sanningslikhet har intagit en central roll i hans forskning. Han har redigerat flera essäsamlingar och utgett läroböcker i vetenskapsfilosofi och logik på finska. 